# Наблюдательная астрономия

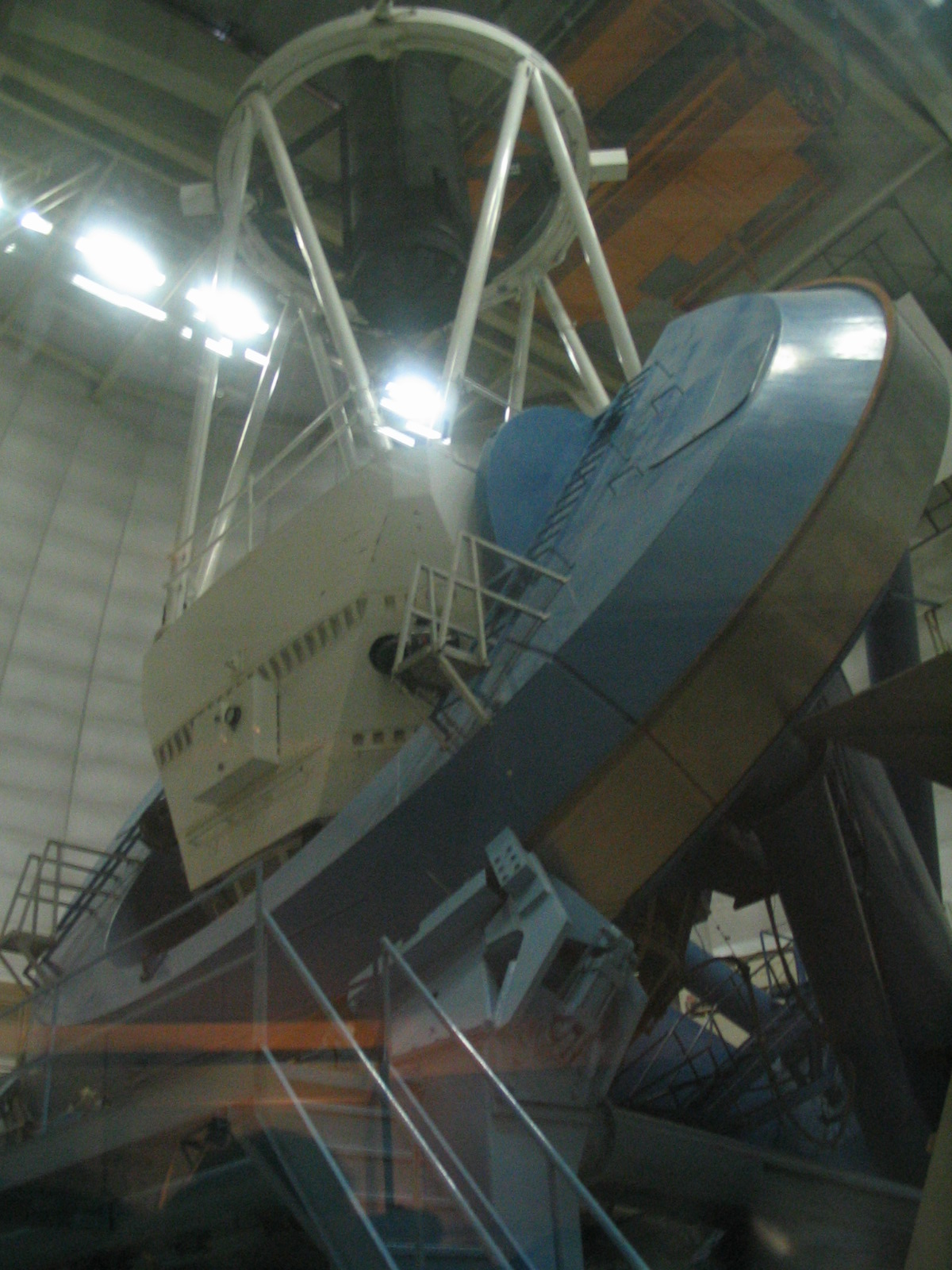
Телескоп Мейола в обсерватории Китт-Пик

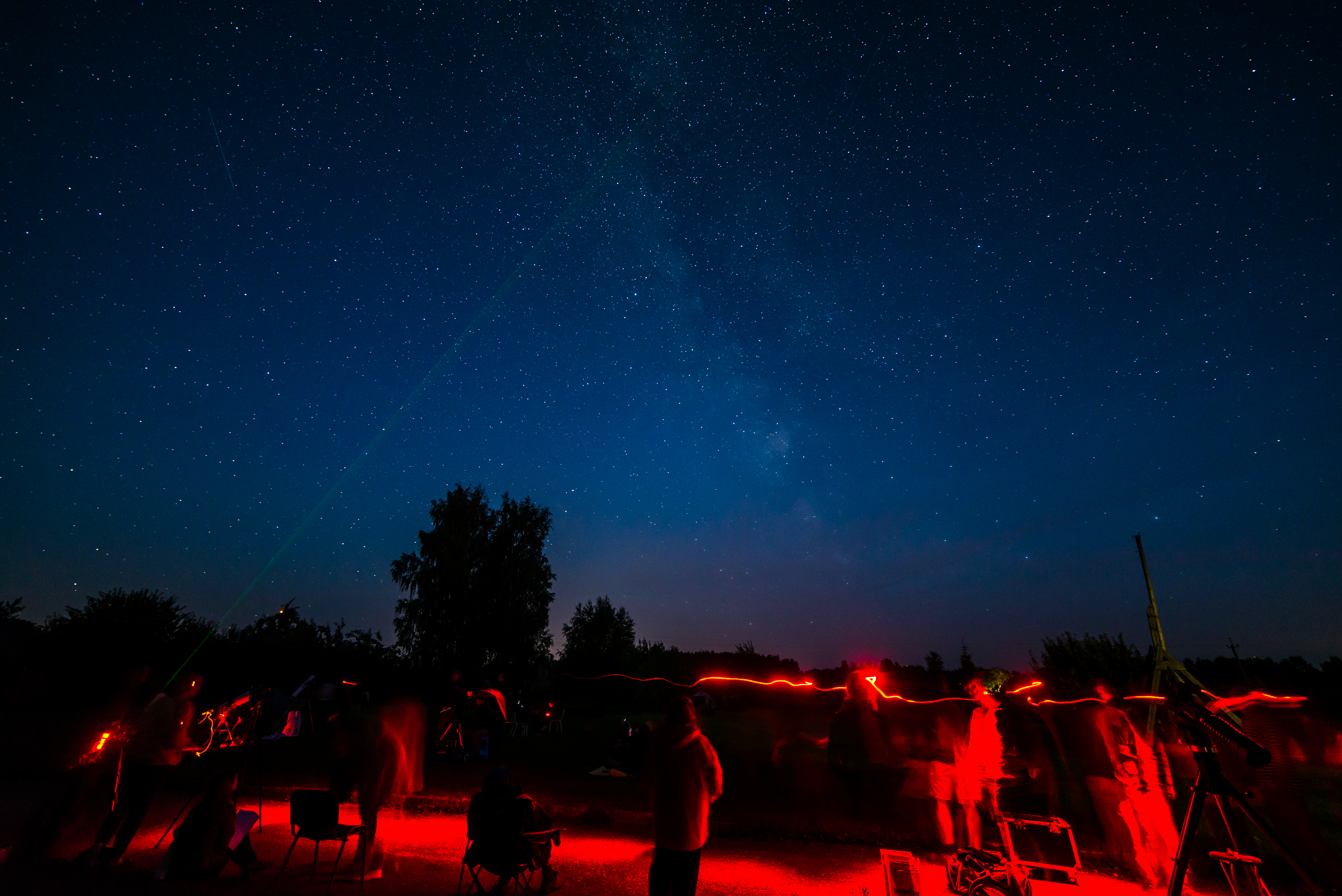
Наблюдения Персеид.

Наблюдательная астрономия — область астрономии, связанная с получением наблюдательных данных о небесных объектах с применением телескопов и других астрономических приборов.
Как наука, астрономия практически лишена возможности проведения экспериментов с объектами Вселенной, что несколько компенсируется возможностью наблюдать и исследовать огромное число примеров астрономических явлений. Подобные наблюдения позволяют, например, прослеживать некоторые закономерности проявляемых объектами свойств. Результаты изучения близких объектов, проявляющих определённые свойства, (например, переменные звёзды) можно распространить на более далёкие объекты с похожими свойствами: так, по зависимости светимости от периода пульсации для цефеид можно оценивать расстояния до других галактик.
Галилео Галилей применял телескоп для наблюдения небесных объектов и записывал результаты наблюдений. С тех пор наблюдательная астрономия существенно развилась, совершенствовалась техника создания телескопов.

## Разделы наблюдательной астрономии
Традиционное деление наблюдательной астрономии на разделы связано с разбиением электромагнитного спектра на диапазоны:
- Оптическая астрономия связана с наблюдениями вблизи видимой части спектра, от близкой инфракрасной части спектра до близкой ультрафиолетовой части спектра. В наблюдательных аппаратах используются зеркала, линзы, твердотельные детекторы. В середине диапазона исследуемых длин волн расположена область видимого излучения, длины волн которой лежат в интервале от 400 нм до 700 нм.
- Инфракрасная астрономия связана с обнаружением и анализом инфракрасного излучения (длины волн превышают предельное значение для наблюдений с кремниевыми детекторами: около 1 мкм). Для наблюдений в этой части диапазона чаще всего применяются телескопы-рефлекторы, приёмник должен быть чувствительным к инфракрасным волнам. Для наблюдения в части диапазона, в которой атмосфера является непрозрачной для излучения или создаёт шум при тепловом излучении, используются космические телескопы.
- Радиоастрономия связана с наблюдением излучения с длиной волны от миллиметров до десятков метров. По принципу работы приёмники радиоизлучения сходны с теми, что применяются в радиовещании, но с гораздо более высокой чувствительностью.
- Астрономия высоких энергий включает рентгеновскую астрономию, гамма-астрономию и ультрафиолетовую астрономию.

### Методы
Помимо получения данных при регистрации электромагнитного излучения, современные астрономы также могут проводить наблюдения нейтрино, космических лучей или гравитационных волн.

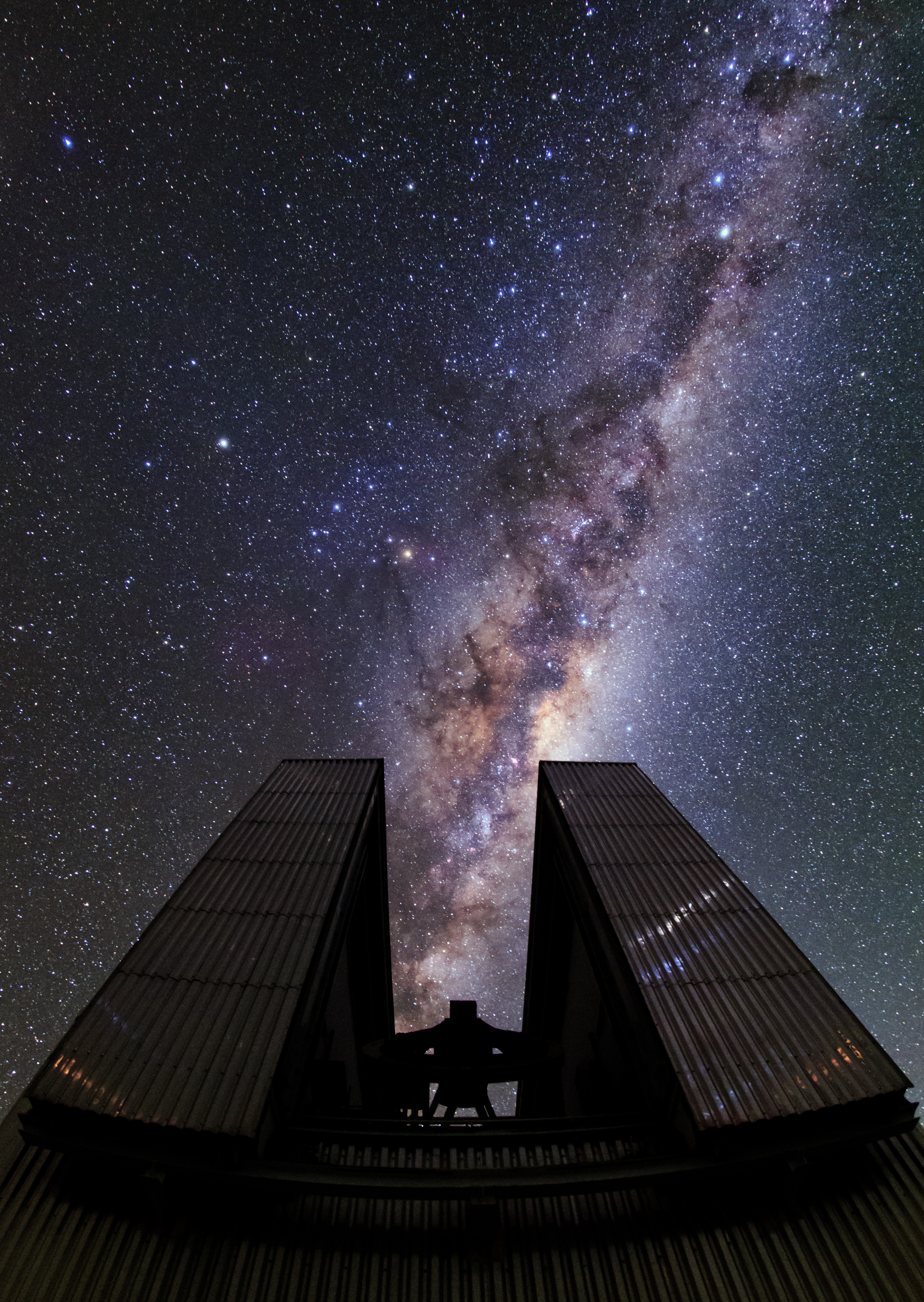
Фотография, полученная в обсерватории Ла-Силья.

Оптическая и радиоастрономия могут использовать наземные обсерватории, поскольку на длинах волн данных диапазонов земная атмосфера относительно прозрачна. Обычно обсерватории располагают на больших высотах для уменьшения поглощения и искажений, создаваемых атмосферой. Некоторые длины волн инфракрасного диапазона существенно поглощаются молекулами воды, поэтому зачастую обсерватории строят в сухих пунктах на большой высоте или в космосе.
В области длин волн, которые используют рентгеновская, гамма- и ультрафиолетовая астрономия, а также (за исключением нескольких окон прозрачности) астрономия в далёком ИК-диапазоне атмосфера непрозрачна, поэтому наблюдения проводятся в основном на аэростатах или космических обсерваториях. Мощное гамма-излучение можно обнаружить по создаваемым ими атмосферным ливням; исследование космических лучей является быстро развивающейся областью астрономии.

### Важные условия для проведения наблюдений
В течение большей части существования наблюдательной астрономии почти все наблюдения проводились в видимой области спектра при помощи оптических телескопов. Несмотря на то, что атмосфера Земли относительно прозрачна для данной части электромагнитного спектра, качество получаемых данных зависит от условий видимости и прозрачности воздуха; в основном, наблюдения проводятся в ночное время. Условия видимости зависят от турбулентности и тепловых потоков в воздухе. Пункты наблюдения, небо для которых часто затягивается облаками или в атмосфере велика турбулентность, имеют ограничения по разрешению получаемых изображений объектов. Наличие полной Луны на небе также создаёт дополнительную засветку и затрудняет наблюдения слабых объектов.

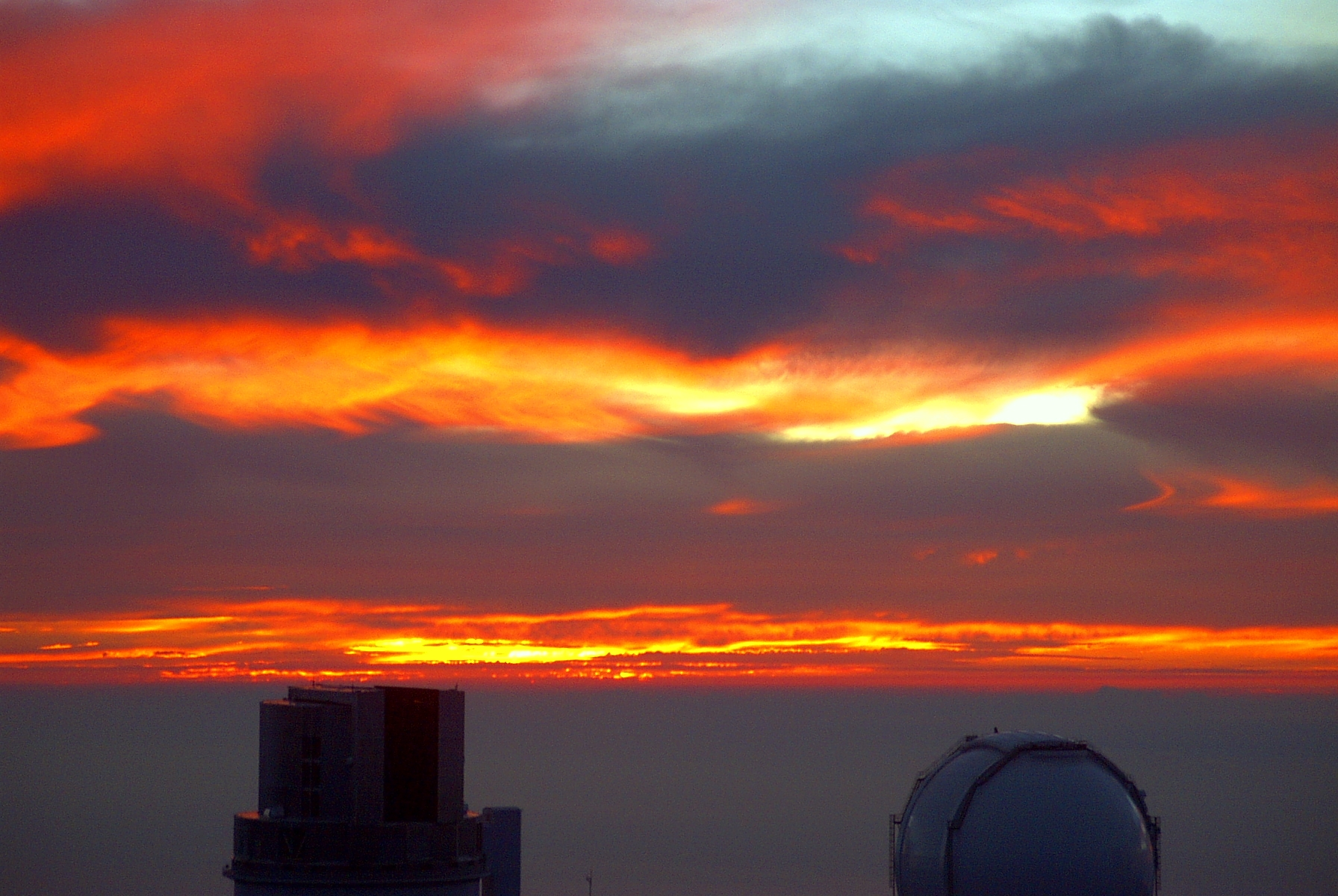
Закат над обсерваториями на Мауна-Кеа.

Для целей наблюдений наилучшим местом расположением оптического телескопа является космическое пространство. В космосе телескопы могут выполнять наблюдения, свободные от воздействия атмосферы. Однако, запуск телескопов в космосе остаётся дорогостоящей процедурой. После космоса вторым по качеству местом расположения телескопов являются некоторые горные пики, имеющие большое количество безоблачных дней и хорошие свойства атмосферы (условия видимости). Горные пики островов Мауна-Кеа и Ла-Пальма обладают такими свойствами; в меньшей степени ими обладают расположенные на континентах пункты обсерватории Плато Чахнантор, Паранальская обсерватория, Серро-Тололо и Ла-Силья в Чили. В данных пунктах установлены одни из лучших телескопов.
Уровень темноты ночного неба является важным показателем. Поскольку размеры городов и численность населения постепенно растут, уровень засветки неба также возрастает. Искусственное освещение создаёт диффузную фоновую подсветку, затрудняющую наблюдения слабых объектов. В некоторых местах, например в Аризоне и Великобритании, проходили кампании по уменьшению уровня светового загрязнения. Использование плафонов вокруг уличных фонарей не только увеличивает количество света, поступающее на поверхность земли, но также помогает уменьшить количество излучения, направленного в сторону неба.
Влияние атмосферы может сильно ухудшить разрешение телескопа. Без дополнительной коррекции размытия изображения телескопы с апертурой больше 15-20 см не могут достичь теоретического предела разрешения в области видимого излучения. Таким образом, первоначально преимущество использования телескопов с большой апертурой состояло в регистрации большего количества излучения, что позволяло наблюдать слабые объекты. Улучшение разрешающей способности достигается при использовании адаптивной оптики, спекл-интерферометрии, апертурного синтеза и при размещении телескопов в космосе.

### Результаты измерений
Существуют различные методы наблюдений объектов. Близкие к Земле и Солнцу объекты можно наблюдать и измерять их положения на фоне более далёких объектов. Подобные наблюдения были использованы при построении моделей орбит планет и для определения их относительных масс и гравитационных возмущений. По наблюдениям такого рода были открыты планеты Уран, Нептун и Плутон. Также были высказаны предположения о существовании планеты Вулкан внутри орбиты Меркурия, но затем прецессия орбиты Меркурия была объяснена в рамках общей теории относительности.

## Разделы

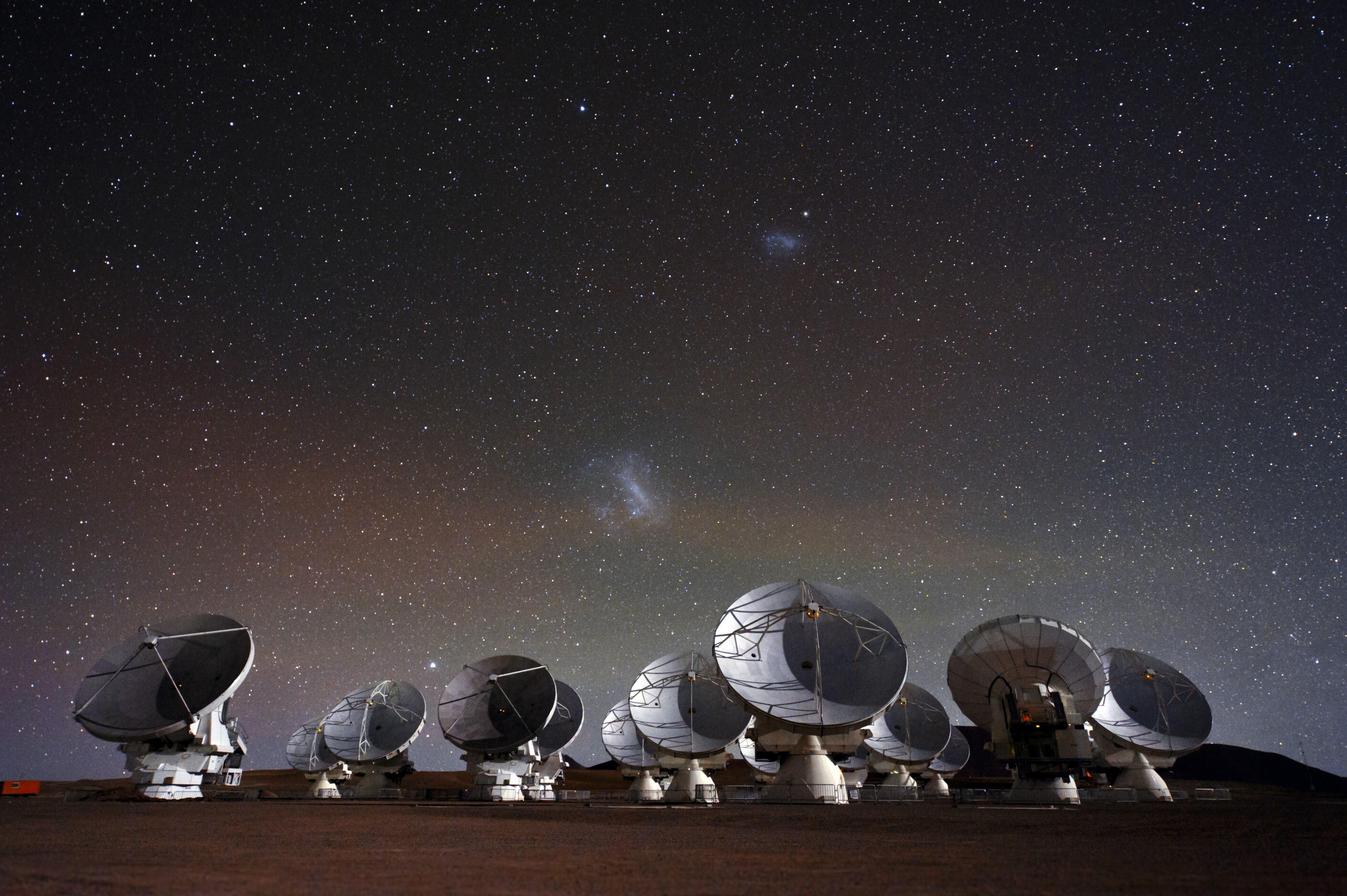
ALMA является одним из самых мощных телескопов для исследования Вселенной в области субмиллиметрового и миллиметрового излучения.

Помимо исследования Вселенной в оптической части спектра астрономы могут наблюдать объекты и в ряде других областей спектра электромагнитного излучения. Первые наблюдения вне оптической части спектра проводились при исследовании Солнца.

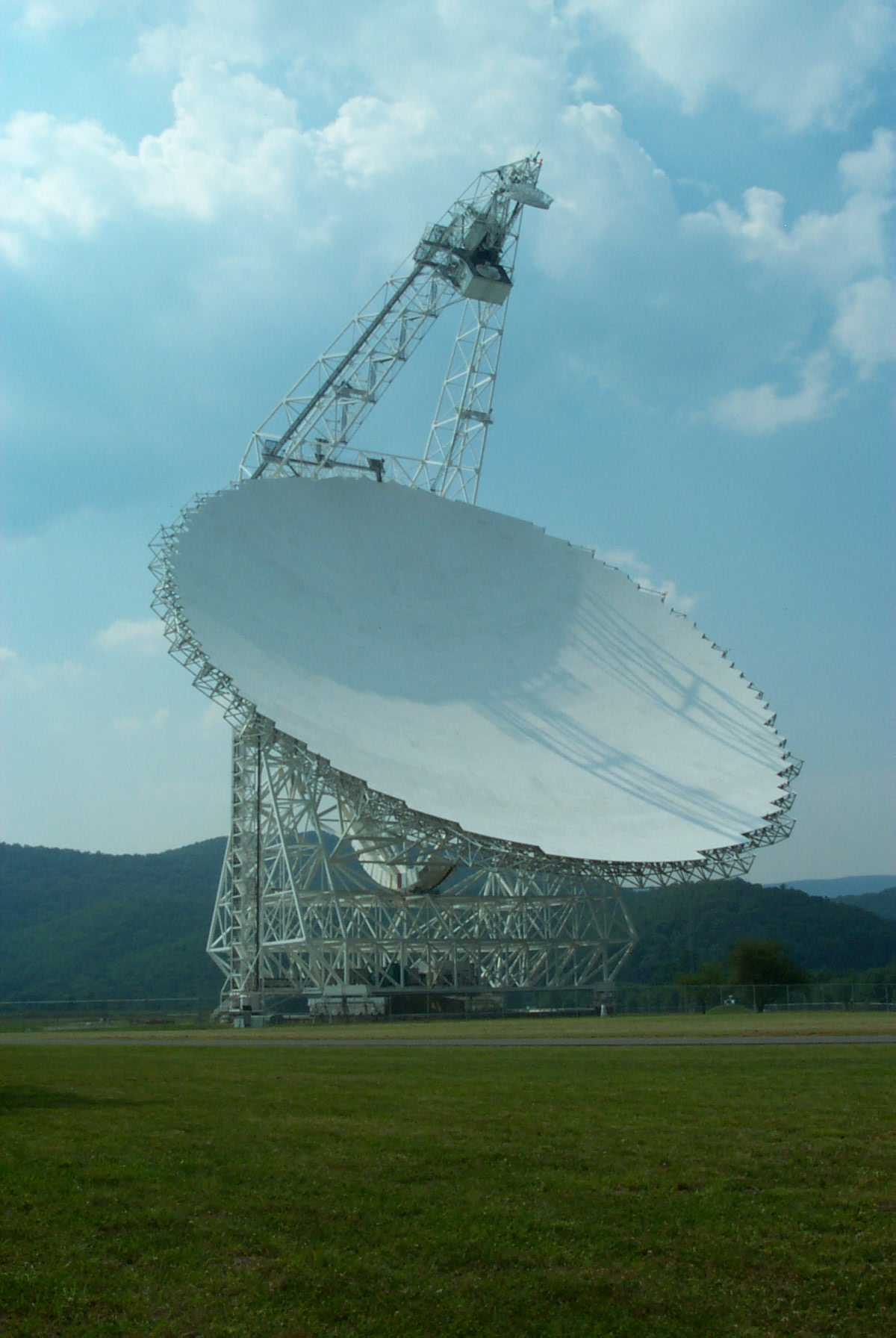
Телескоп Грин-Бэнк, Западная Вирджиния.

### Радиоастрономия
После открытия радиоизлучения радиоастрономия начала развиваться как новый раздел астрономии. Длинные радиоволны требовали гораздо большей площади собирающей поверхности для получения изображений с хорошим разрешением, что впоследствии привело к развитию интерферометрии для получения изображений с помощью апертурного синтеза. Развитие приёмников микроволнового излучения привело к открытию космического фонового излучения.
Радиоастрономия продолжает расширять свои возможности: для создания интерферометров с размером базы, превышающим диаметр Земли, используются космические спутники. К сожалению, повсеместное использование радиоизлучения для других целей мешает принимать слабые сигналы от небесных объектов. По этой причине в будущем радиоастрономические наблюдения следует проводить из экранированных пунктов, например, с противоположной от Земли стороны Луны.

### Развитие астрономии в конце XX века
В конце XX века происходило быстрое развитие астрономической техники. Создание больших оптических телескопов, использование адаптивной оптики частично уменьшали размытие изображения атмосферой. Новые телескопы запускались в космос, начали проводиться наблюдения инфракрасного, ультрафиолетового, рентгеновского и гамма-излучения, а также наблюдения космических лучей. Интерферометры создают изображения чрезвычайно высокого разрешения в радио-, инфракрасном и оптическом диапазонах. Инструменты на орбите, такие как телескоп «Хаббл», способствуют получению информации о слабых небесных объектах. Новые разработки в области создания космических инструментов, как ожидается, позволят напрямую наблюдать планеты вокруг других звёзд.
В дополнение к телескопам используются и другие виды наблюдательной техники.

### Другие виды инструментов
Нейтринная астрономия — раздел астрономии, в котором наблюдения астрономических объектов ведутся с помощью нейтринных детекторов, расположенных обычно под землёй. Ядерные реакции в звёздах и при вспышках сверхновых создают большое количество нейтрино, очень малую часть которых можно наблюдать с помощью нейтринного телескопа. Средства нейтринной астрономии должны позволить получать информацию о процессах, которые невозможно наблюдать в оптические телескопы, таких как процессы в ядре Солнца.
Приёмники гравитационных волн могут регистрировать свидетельства таких явлений как столкновения массивных объектов (нейтронные звёзды, чёрные дыры).
Роботизированные космические аппараты также используются при подробных наблюдениях планет Солнечной системы, причём в настоящее время исследование планет тесно связано с геологией и метеорологией.

## Инструменты для наблюдений

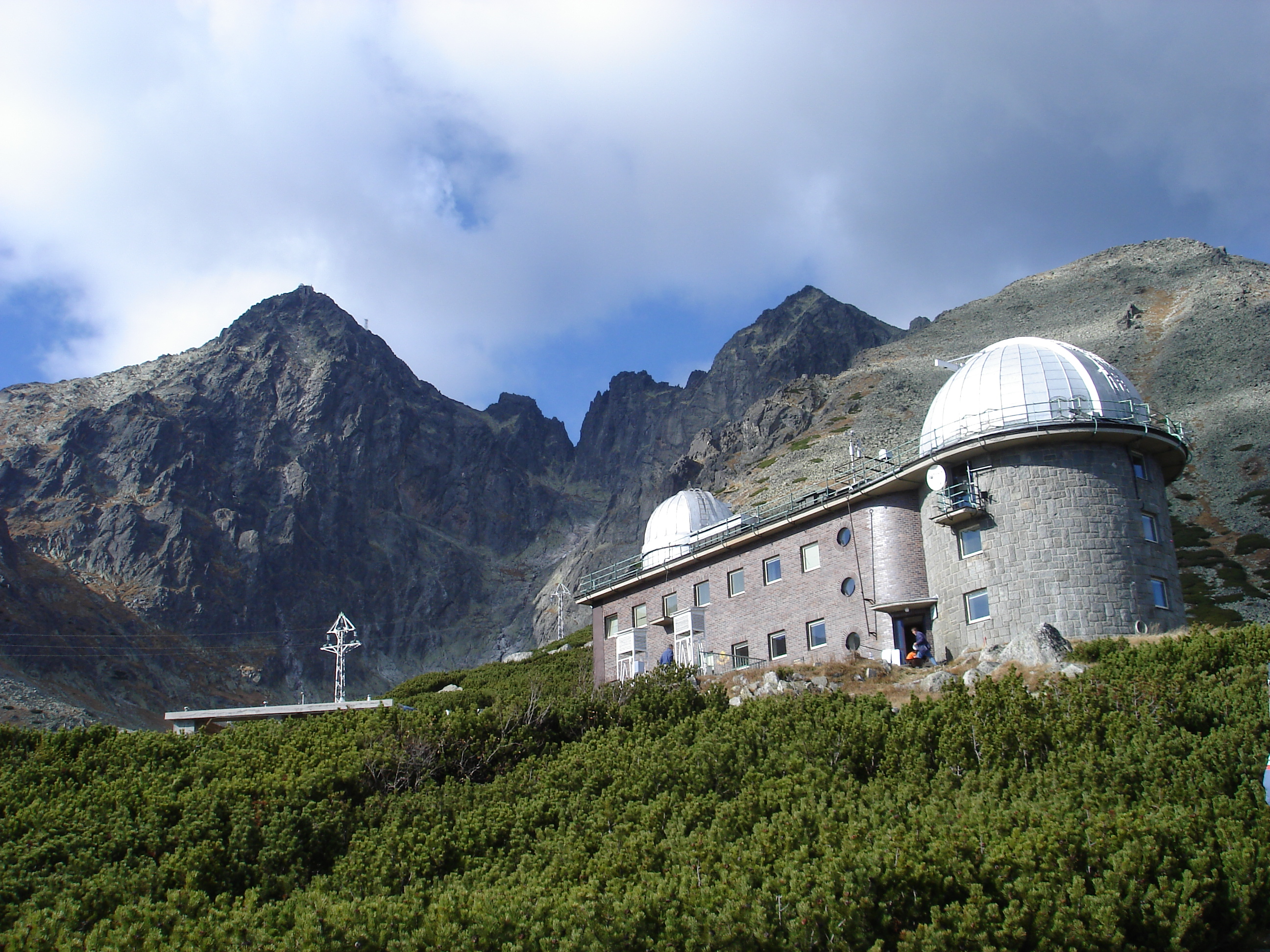
Обсерватория Скалнате Плесо, Словакия.

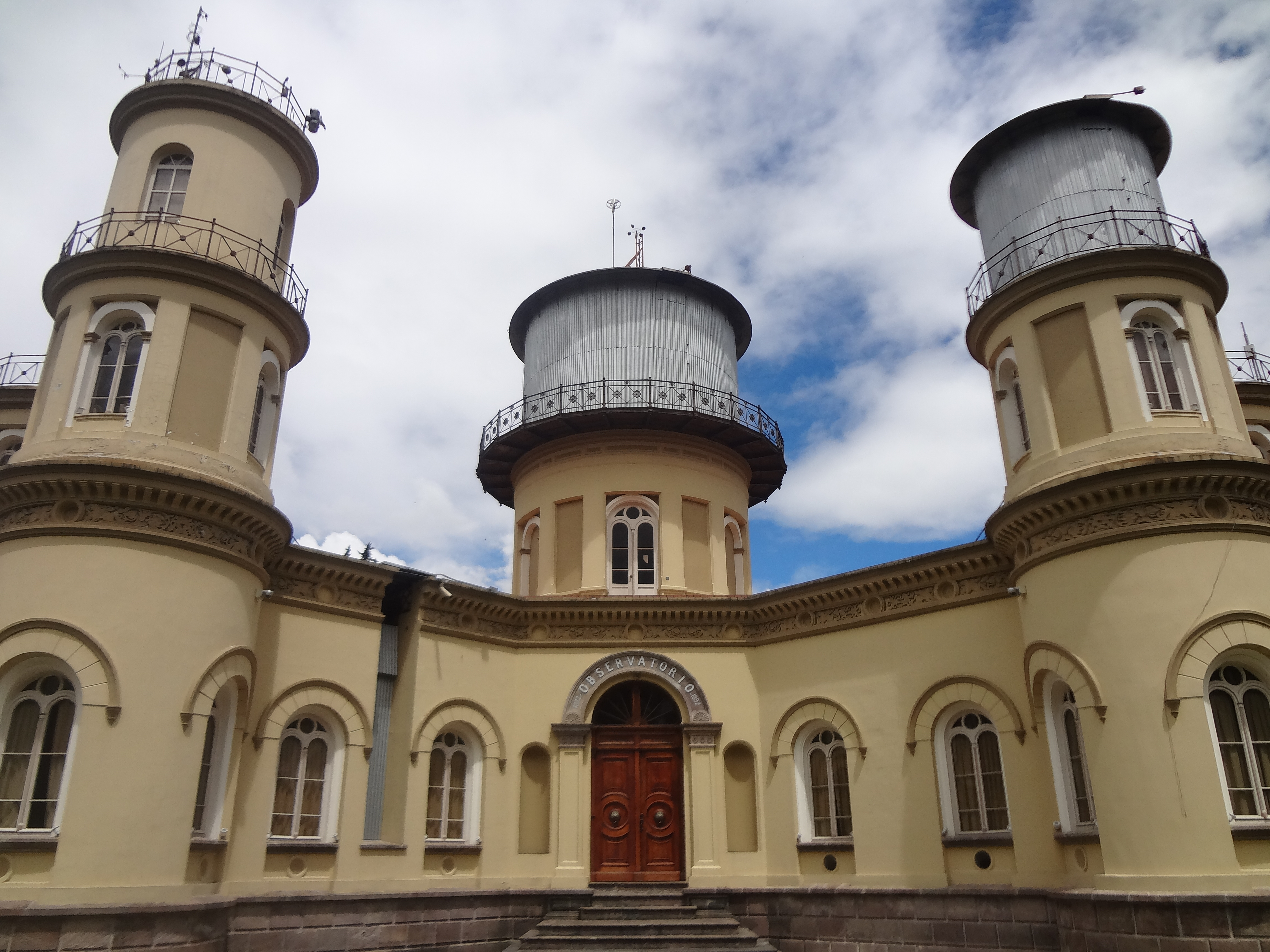
Одна из старейших обсерваторий Южной Америки, Астрономическая обсерватория в Кито, основанная в 1873 году и расположенная в 12 минутах к югу от экватора в Кито, Эквадор. Обсерватория расположена в историческом центре Кито и курируется Национальной политехнической школой.

### Телескопы

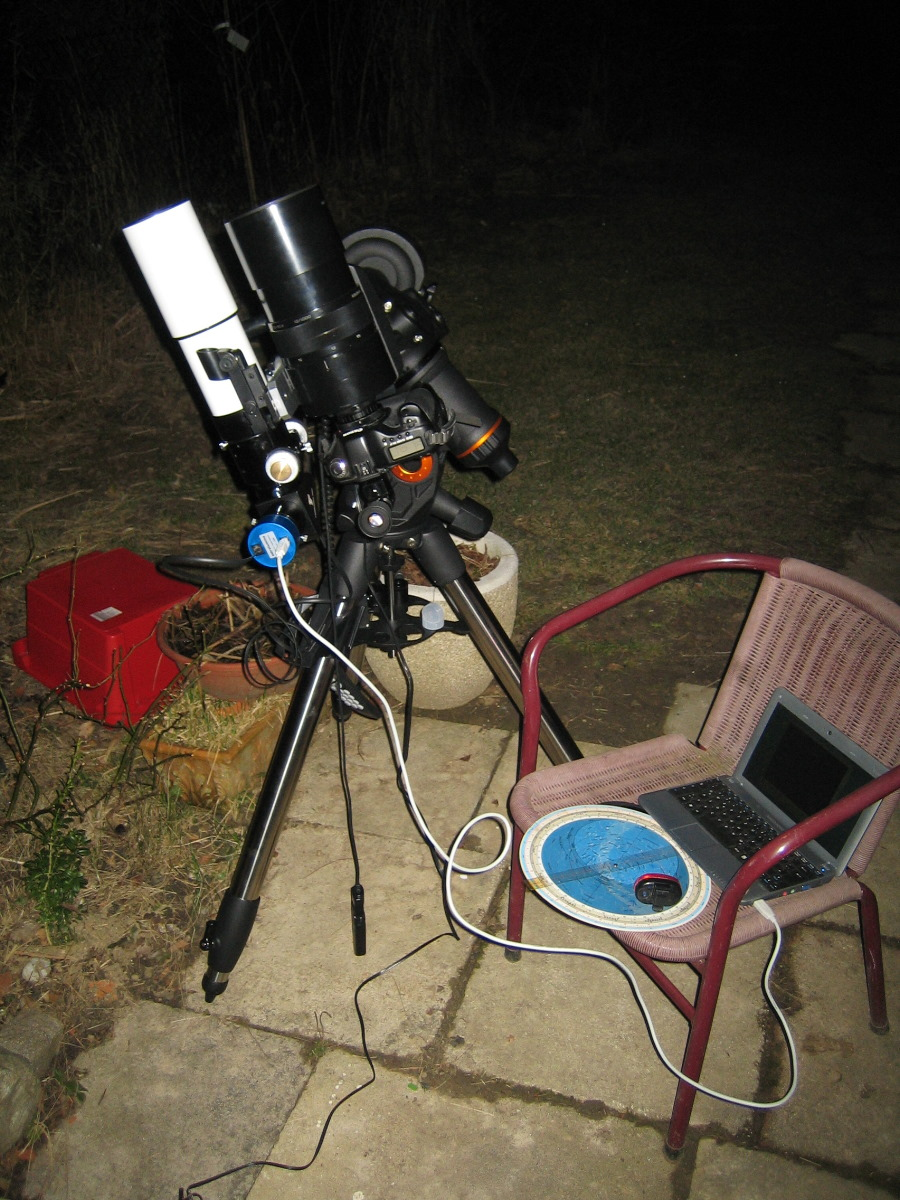
Установка для любительской астрофотографии с использованием автоматической системы гидирования, соединённой с ноутбуком.

Ключевым инструментом почти всей современной наблюдательной астрономии является телескоп. Он служит для получения большего количества излучения, так что становятся видны более слабые объекты, а также для увеличения изображения, при этом можно наблюдать более маленькие и далёкие объекты. Для целей оптической астрономии необходимы телескопы с очень точной формой поверхности оптических компонентов. Обычным требованием к созданию поверхности является предельная величина отклонения от требуемой формы, не превышающая доли длины волны наблюдаемого излучения. Многие современные «телескопы» представляют собой массивы телескопов, совместно работающих для получения высокого разрешения при помощи апертурного синтеза.
Крупные телескопы располагают в специальных башнях для защиты от неблагоприятной погоды и для стабилизации условий наблюдения. Например, если на разных краях телескопа температура различна, то при тепловом расширении оптическая структура телескопа деформируется, что повлияет на получаемое изображение. По данной причине купола телескопов обычно ярко-белые (диоксид титана) или некрашеные. Купола обычно открывают на закате, задолго до начала наблюдений, так что может происходить циркуляция воздуха, выравнивающая температуру телескопа и окружающей среды. Для предотвращения влияния колебаний и сдвигов телескоп монтируют на отдельную колонну, основание которой не связано с основанием купола и башни.
Для выполнения почти любых наблюдений необходимо иметь возможность следить за объектом по мере его перемещения по видимой части неба. Другими словами, необходимо компенсировать вращение Земли. До создания управляемых компьютером движущихся механизмов стандартным решением проблемы была экваториальная монтировка телескопа; для маленьких телескопов она применяется и сейчас. С практической точки зрения это не лучшее решение, особенно по мере увеличения диаметра и веса телескопа. Крупнейшим телескопом на экваториальной монтировке является 5,1-метровый телескоп Хейла; телескопы диаметром 8-10 метров устанавливаются на альт-азмутальные монтировки и физически являются меньшими, чем телескоп Хейла, несмотря на больший диаметр.
Астрономы-любители используют такие инструменты, как телескоп Ньютона, телескопы-рефракторы, телескопы Максутова.

### Фотография
Применение техники фотографии играло важную роль в наблюдательной астрономии в течение столетия, но в последние 30 лет фотография была во многом заменена такими приёмниками излучения, как приборы с зарядовой связью и КМОП-чипы. Отдельные области астрономии, такие как фотометрия и интерферометрия, используют электронные приёмники в течение более долгого периода. В астрофотографии используется специальная фотоплёнка (или стеклянная пластинка, покрытая фотоэмульсией), но у неё существует такой недостаток, как малая квантовая эффективность, около 3 %, а ПЗС в узкой полосе имеет квантовую эффективность более 90 %. Почти все современные телескопы оснащены электронными приборами, а многие старые телескопы модернизируются с учётом современной техники. В некоторых областях фотопластинки применяются до сих пор вследствие высокого разрешения.

#### Достоинства фотографии
До создания фотографии все астрономические наблюдения регистрировались глазом. Но даже до разработки достаточно чувствительной эмульсии астрономия полностью перешла на фотопластинки, поскольку у них существовал ряд значительных преимуществ:
- фотопластинка может накапливать излучение в течение длительного времени,
- получаемое изображение сохраняется, поэтому многие астрономы могут использовать одни и те же данные,
- можно прослеживать изменение объектов на протяжении длительного времени (например, SN 1987A).

#### Блинк-компаратор
Блинк-компаратор применяется при сравнении двух почти одинаковых фотографий одного и того же участка неба при двух различных моментах времени. Компаратор чередует освещение двух пластинок и любое изменение будет представлять мигающую точку или штрих. Подобный инструмент применялся при поиске астероидов, комет и переменных звёзд.

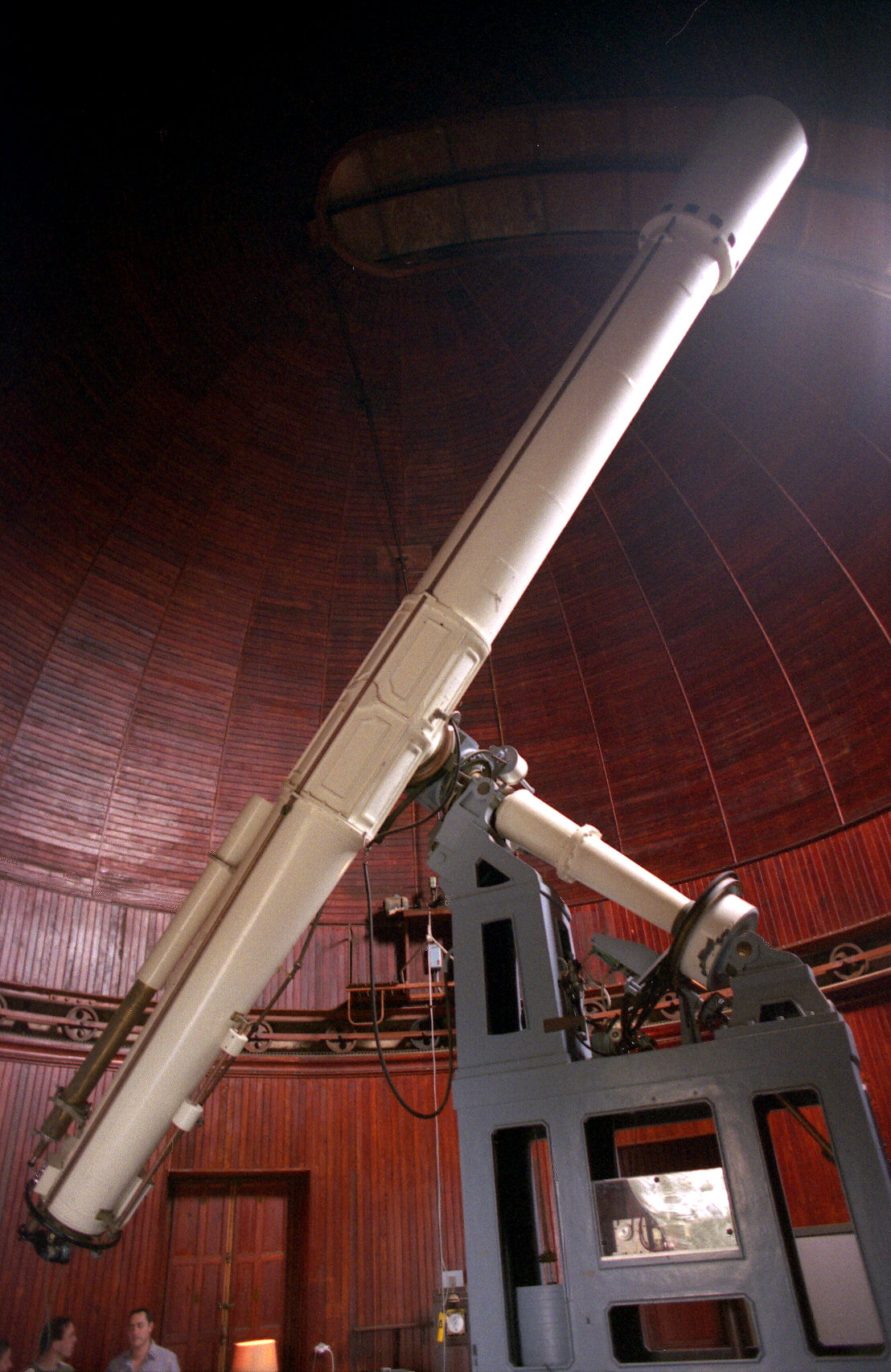
50-см телескоп-рефрактор в обсерватории Ниццы.

### Микрометр
Для измерения параметров двойных звёзд применялся микрометр, состоящий из пары ровных подвижных нитей, которые могут двигаться совместно или по отдельности. Пои наблюдении двойной звезды нити наводятся на каждый компонент, что позволяет получить расстояние между компонентами.

### Спектрограф
Спектрограф является одним из самых важных инструментов наблюдательной астрономии. Поглощение определённых длин волн атомами позволяет исследовать некоторые свойства далёких объектов. Подобным образом был открыт гелий в эмиссионном спектре Солнца а также получена информация о далёких звёздах, галактиках и других небесных телах. Эффект Доплера (в частности красное смещение) помогает определить лучевую скорость (в некоторых случаях и расстояние) относительно Земли.
В первых спектрографах использовались призмы, раскладывающие свет в спектр. Затем были созданы дифракционные решётки, уменьшающие потери света по сравнению с призмами и имеющие большее спектральное разрешение. Спектр можно снимать с длинной экспозицией, что позволяет измерять спектры слабых объектов.
Звёздная фотометрия начала развиваться в 1861 году в виде определения цвета звёзд. Измерялись звёздные величины в некоторых диапазонах частот, что позволяло определить цвет звезды, а также её температуру. К 1951 году была разработана стандартная система UBV.

### Фотоэлектрическая фотометрия
Фотоэлектрическая фотометрия с использованием ПЗС часто используется при наблюдении с помощью телескопа. Чувствительные приборы могут записывать информацию почти на уровне отдельных фотонов и работать в таких диапазонах спектра, которые не доступны при наблюдении глазом. Возможность регистрации малого количества фотонов на протяжении некоторого времени позволяет вносить поправки за влияние атмосферы. Также можно комбинировать несколько изображений, получая в итоге изображение лучшего качества. В сочетании с технологией адаптивной оптики можно достичь предела разрешающей способности телескопа.
Для наблюдения объекта на определённых частотах или в диапазоне частот используются фильтры. Некоторые виды фильтров позволяют очень точно устанавливать границы области пропускания: например, объект можно наблюдать только вблизи линий излучения атомов водорода. Фильтры также используются для частичной компенсации влияния светового загрязнения. Для исследования поляризованного света применяются поляризационные фильтры.

## Наблюдения

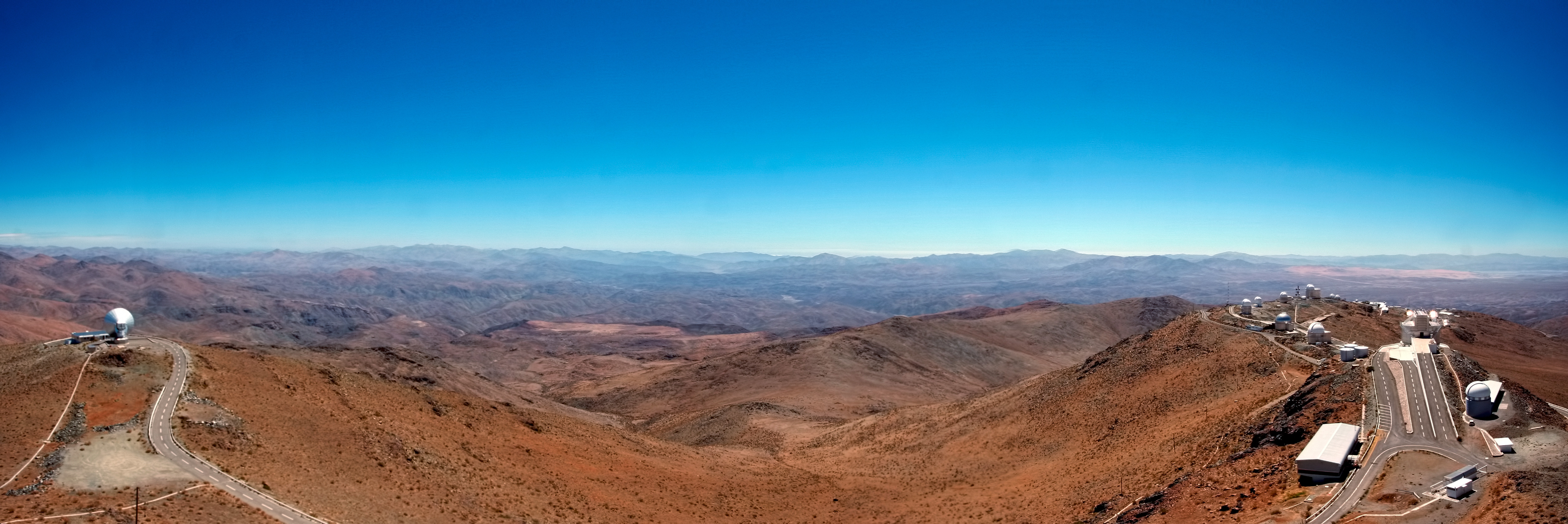
Главная платформа обсерватории Ла-Силья содержит различные телескопы.

Астрономы наблюдают весьма разнообразные объекты, включая галактики с большими значениями красного смещения, активные ядра галактик, фоновое микроволновое излучение, различные звёзды и протозвёзды.
Для каждого объекта можно получать различные типы данных. Координаты, определяемые методами сферической астрономии, определяют положение источника на небесной сфере. Видимая звёздная величина показывает, насколько ярким кажется источник при наблюдении с Земли. Относительная яркость источника в различных частях спектра даёт информацию о температуре и физических свойствах объекта. Измерение спектров позволяет судить о химическом составе исследуемого объекта.
Параллактическое смещение звезды на фоне далёких объектов можно использовать для определения расстояния до объектов вплоть до предела, равного разрешению инструмента. Лучевая скорость звезды и изменение её положения с течением времени (собственное движение) позволяют оценить полную скорость относительно Солнца. Вариации блеска звезды свидетельствуют о неустойчивости в её атмосфере или о наличии затмевающего звезду второго компонента. Параметры орбиты двойной звезды можно использовать для определения относительной массы компонентов или полной массы системы. Спектрально-двойные звёзды можно обнаружить по доплеровскому сдвигу линий спектра звезды и её компаньона.
Звёзды похожих масс, образовавшиеся в один период времени и при похожих условиях обычно обладают похожими свойствами. Наблюдения большого количества тесно связанных звёзд (например в шаровом скоплении) позволяет получить данные о распределении спектральных классов, что позволяет затем оценить возраст скопления.
Далёкие галактики и активные ядра галактик обычно наблюдаются как целый объект. Наблюдения отдельных типов цефеид и сверхновых с известной светимостью, называемых стандартными свечами, в других галактиках позволяет оценить расстояние до таких объектов. Расширение Вселенной приводит к сдвигу в спектрах объектов, величина которого зависит от расстояния и выражается через лучевую скорость галактики. Для определения расстояния до галактики можно использовать как её размер, так и красное смещение. Наблюдения большого числа галактик используется для моделирования эволюции галактик.